# Капија Подриња
Капија Подриња је видиковац у општини Бајина Башта који је налази на 925 метара надморске висине на планини Повлен.
Капија Подриња се налази на Дебелом брду, поред магистралног пута Ваљево – Бајина Башта на обронцима планине Повлен и представља тачку са које почиње улазак у магичну дринску долину и упознавање са лепотама региона Подриња. Са видиковца се пружа изузетан поглед на планинске пределе у општини Бајина Башта и у суседној Републици Српској.
На видиковцу постоји изграђен плато у комбинацији дрвене и бетонске конструкције на металним стубовима, а место свакодневно посећује велики број туриста и пролазника кроз овај део Србије